# Jan z Kijan
Jan z Kijan (przełom XVI i XVII wieku), pseudonim nieznanego polskiego poety plebejskiego, czołowego twórcy literatury sowizdrzalskiej.
Był autorem co najmniej czterech zbiorów drobnych utworów humorystycznych i parodystycznych:
- Sowiźrzał nowy albo raczej Nowyźrzał (1614)
- Nowy Sowiźrzał albo raczej Nowyźrzał (bez daty, przypuszczalnie koniec XVI wieku)
- Fraszki Sowirzała nowego (1614)
- Fraszki nowe Sowiźrzałowe (1615)

W formie paradoksalnych dowcipów w utworach tych autor krytykował panujące współcześnie stosunki społeczne, zwracając m.in. uwagę na upadek autorytetów moralnych i religijnych.
Pisał w nich o Krośnie, (gdzie w mięsopusty z chrzanem gorzałkę popijają), Bieczu, Dukli, Jaśle, Wieliczce, Brzostku i Dębicy.

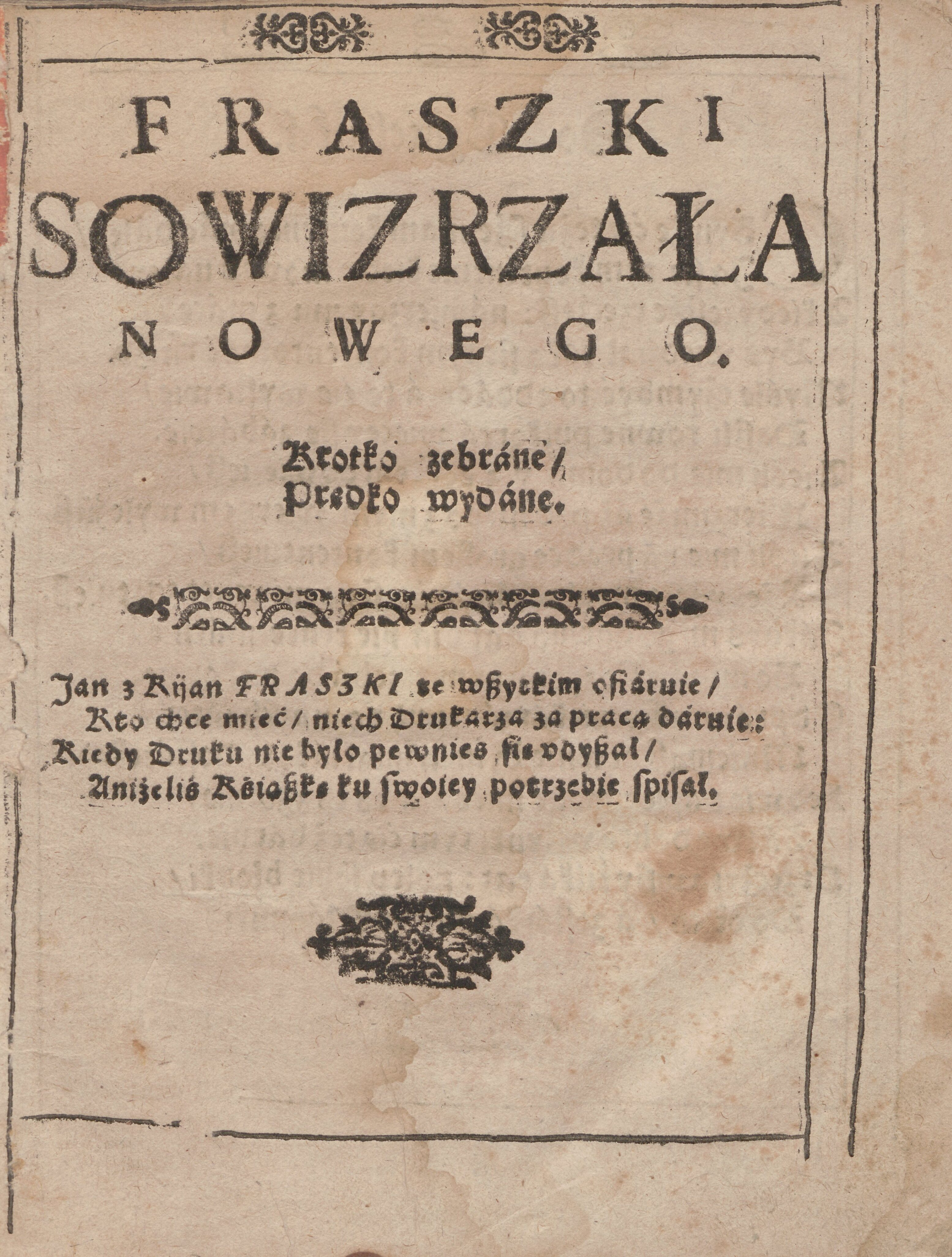
Fraszki Sowiźrzala nowego 1614
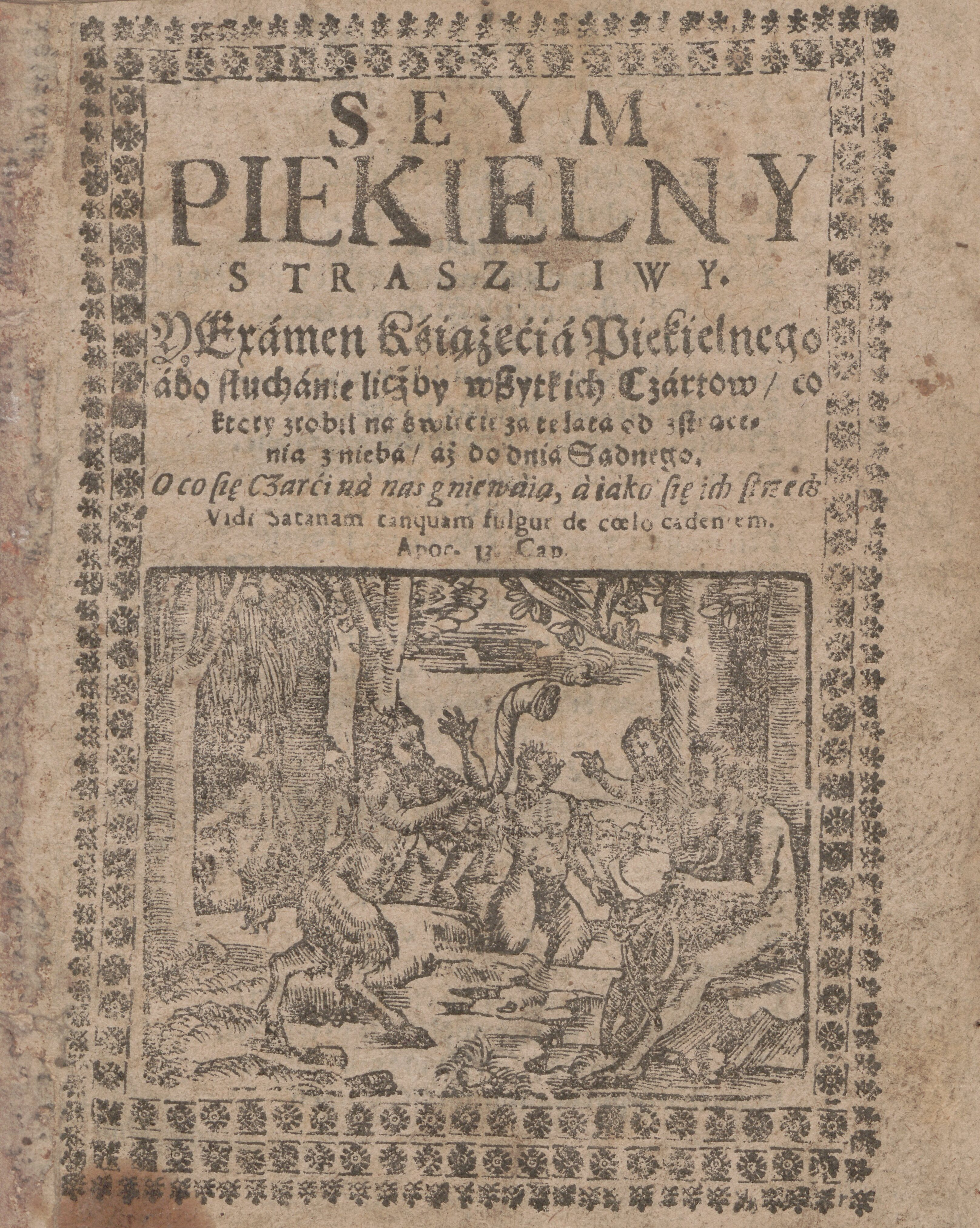
Sem piekielny straszliwy 1628